# Camp de concentration de Chongjin
Le camp de concentration de Chongjin (en Hangeul : 청진 제25호 관리소) est un camp de travail en Corée du Nord pour les prisonniers politiques. Le nom officiel est Kwan-li-so (colonie pénitentiaire) n° 25. Les images satellite montrent une expansion majeure du camp après 2010.

## Situation
Le camp est situé dans la ville de Ch'ŏngjin dans la province du Hamgyŏng du Nord en Corée du Nord. Il est situé dans le district de Suseong, à environ 7 kilomètres au nord-ouest du centre-ville et à 1 kilomètre à l'ouest de la rivière Susŏng.

## Description
Le camp de Chongjin est une prison à vie. Comme les autres camps de prisonniers politiques, il est contrôlé par le ministère de la sécurité d'État. Mais alors que les autres camps comprennent de nombreuses vastes colonies de travail pénitentiaire dans des vallées montagneuses isolées, le camp de Chongjin n'est qu'un grand complexe similaire aux camps de rééducation. Le camp mesure environ 500 mètres de long et 500 mètres de large, entouré de hauts murs et de clôtures, et équipé de tours de garde. Le nombre de prisonniers est estimé entre 3000 et 5000.

## Objectif
L'objectif principal du camp est d'isoler les prisonniers politiques de la société. Les prisonniers sont exploités pour des travaux forcés à effectuer dans les usines de la prison. Ils fabriquent des produits de consommation populaires nord-coréens comme les vélos Kalmaegi à l'aide d'outils à main.

## Situation des droits de l'homme
Ahn Myung-chul (un ancien gardien de prison du camp de concentration de Hoeryong) décrit le camp de Chongjin comme un camp de prisonniers politiques de haut niveau, par conséquent, des conditions difficiles peuvent être supposées.

## Agrandissement du camp
L'analyse détaillée des images satellites montre une expansion majeure du périmètre du camp en 2010. La taille du camp augmente de 72 %, passant de 580 m2 à 1 000 m2. Le long de la nouvelle ligne de clôture, 17 postes de garde supplémentaires sont érigés. Dans la partie est du nouveau périmètre, plusieurs nouveaux bâtiments sont érigés de 2011 à 2013, probablement pour servir de logement aux prisonniers.

## Prisonniers
Il n'y a pas de témoignages directs sur le camp, cependant, il existe des rapports de transfuges nord-coréens sur des prisonniers du camp de Chongjin,. Lim Kook-jae, un Sud-Coréen enlevé en Corée du Nord en 1987 à bord du Dong Jin 27, est mort dans le camp de Chongjin, selon une organisation de défense des droits humains. Selon la 9e Conférence internationale sur les droits de l'homme et les réfugiés nord-coréens, de nombreux pasteurs et prêtres, des dissidents coréens ou japonais et des personnes expulsées de Pyongyang avec leurs familles sont détenus dans le camp de Chongjin.